# Houyi
Houyi is in de Chinese mythologie de naam van een befaamd boogschutter. Hij komt ook voor onder de namen Yi, Yiyi of Pingyi.
Yi en Chang'e (Chang E) zijn een Chinese god en godin die in verband staan met respectievelijk zon en maan. Yi is de roemrijke boogschutter, die negen van de tien zonnen uit de hemel schiet, zelf uit de hemel wordt verbannen en op zoek gaat naar het levenselixer. Als hij dat vindt in de vorm van een magische pil en in huis verbergt, slikt zijn vrouw Heng'e de pil door, waardoor ze op de maan belandt en de maangodin Chang'e wordt. Met een speciale talisman kan Yi voortaan vanaf de zon zijn echtgenote ontmoeten. Het is dan volle maan. Er bestond ook een Houyi, die de leider was van de Youqiong-clan tijdens de Xia-dynastie.

## De mythe van de Tien Zonnen
'Waarom schoot Yi de zonnen neer?', zo vraagt een oud raadsel, 'Waarom verloren de raven hun veren?'
Het verhaal van Yi en de tien zonnen is een van de bekendste Chinese mythen. De tien zonnen en de tien zonnendragers, de Jun-raven, zijn de zonen van Xihe (Xi He, Ademmengeling) en Dijun (帝俊, Di Jun), de god van de Oostelijke hemel. Elke dag van de toenmalige week verscheen er een van de tien zonnen. Iedere morgen waste Xihe de zon die die dag zou schijnen in de Zoete Bronnen in het Zonnendal en droogde hem in de hoge moerbeiboom Fu Shan, de wereldboom in het oosten. Maar op een dag besloten de tien zonnen tegelijk te verschijnen en de hitte was rampzalig voor de hele aarde. De stenen begonnen te smelten, mensen stierven en planten droogden uit. De wereld dreigde te worden vernietigd. Uit medelijden voor de mensheid besloot Yi, de beste boogschutter van het universum en Di Jun's meest gewaardeerde helper, de zonnen die er te veel waren uit de hemel te schieten. Eerst was het de bedoeling de zonnen enkel af te schrikken, maar toen Yi het leed op aarde zag, besloot hij tot drastischere maatregelen. Di Jun gaf hem een magische vermiljoenen boog en pijlen met zijden koorden. Volgens een andere versie was het Yao, de ideale heerser en eerste van 3 sagenkoningen, die Yi het bevel gaf de zonnen neer te halen. Eerst had Yao Dijun nog gebeden zijn zonen onder controle te houden. Maar zijn zonen luisterden niet naar hem. Yi koos een hoge toren uit om goed zicht te hebben en schoot negen van de tien zonnen met hun zonnendragers naar beneden. Zwarte veren dwarrelden neer. De laatste zon doet zijn taak trouw tot aan de dag van vandaag. Het waren echter wel Di Jun's zonen, die Yi had neergeschoten.

## Verbanning
Na het neerschieten van de negen zonnen en negen Jun-raven kreeg Yi nieuwe taken. Hij moest een einde maken aan de stormen die over China, het Rijk van het Midden, raasden en overwint Fei Lian, de Graaf van de Wind. Hij moest de rivier temmen en doodde de onstuimige riviergod, een figuur in een wit gewaad op een wit paard. Yi ontmoette tijdens dit avontuur de zus van de riviergod, Heng'e. Hij werd op slag verliefd en ze trouwden. Yi overwon Beiteltand, een vreselijke reus met één grote tand bovenin zijn mond, waarmee hij zijn slachtoffers verscheurde, de waterslang in het Dongtingmeer en de Windvogel, een reusachtige pauw, die stormen veroorzaakte door met zijn vleugels te klapperen. Hij werd dan ook door Yao verheven met de titel Markies Vredestichter van de Natie. Maar van Di Jun mocht Yi niet meer naar de hemel terugkeren vanwege het neerschieten van diens zonen.

## Onsterfelijkheidsdrank
Om terug te kunnen keren naar de hemel ging Yi op zoek naar het levenselixer en reisde naar het gouden paleis van de elvenkoningin Xi Wangmu, Koningin-moeder van het Westen, in het gebergte van Kunlun, aan de oevers van het Juwelenmeer. In de tuin van Xi Wangmu waren de heerlijke perziken van onsterfelijkheid, waarvan het levenselixer werd gebrouwen. De perziken deden er drieduizend jaar over om te groeien en nogmaals drieduizend jaar om te rijpen. Yi kreeg van Xi Wangmu de taak voor haar een zomerpaleis te bouwen. Hij maakte er glazen vloeren in en muren van doorschijnende jade. Als beloning kreeg hij een destillaat van de onsterfelijkheidsdrank: een pilletje, dat een zachte, vage gloed uitstraalt. Hij moest zich voorbereiden met gebed en meditatie alvorens het in te nemen. Thuisgekomen verstopte Yi de onsterfelijkheidspil in een zijden doek tussen de dakspanten van zijn huis, want hij werd er weer op uit gestuurd. Heng'e, zijn vrouw, ontdekte het pilletje en slikte het in, geschrokken van zijn plotselinge terugkeer. Ze werd lichter en vloog naar de maan, een verlaten oord met een kassieboom, een witte haas en een pad. Ze kon nooit meer vertrekken en werd de maangodin Chang'e. Yi vroeg de gade van Xi Wangmu, Koning-vader van het Oosten, om advies. Die zei hem het oordeel van de goden over zijn daden af te wachten. Zij besloten Yi weer in hun midden op te nemen en hij nam zijn intrek in het paleis van de zon. Hij kreeg een talisman, een kleine rode koek met een maanteken er in, waarmee hij elke vijftiende dag van de kringloop Chang'e kon bezoeken. Dan straalde de maan helderder dan anders: het is volle maan.
Volgens een andere versie zou de sterfelijke Yi met een knuppel van perzikhout zijn gedood door zijn jaloerse leerling Feng Meng.

## Usurpatie van de Xia-troon
Volgens de Bamboe-annalen werd koning Taikang, de derde koning van de Xia-dynastie, na een jachtpartij door Houyi, nu leider van de Youqiongshi-clan, verhinderd om terug te keren. Vervolgens nam Houyi de hoofdstad van de Xia in, zette eerst Zhongkang, een broer van de koning en vervolgens diens zoon Xiang op de troon. Daarna nam Houyi zelf de macht over. Enige jaren later werd hij vermoord door zijn generaal Hanzhuo, die vervolgens zelf de macht over de Xia ging uitoefenen.